# Búlgaros de Corfu

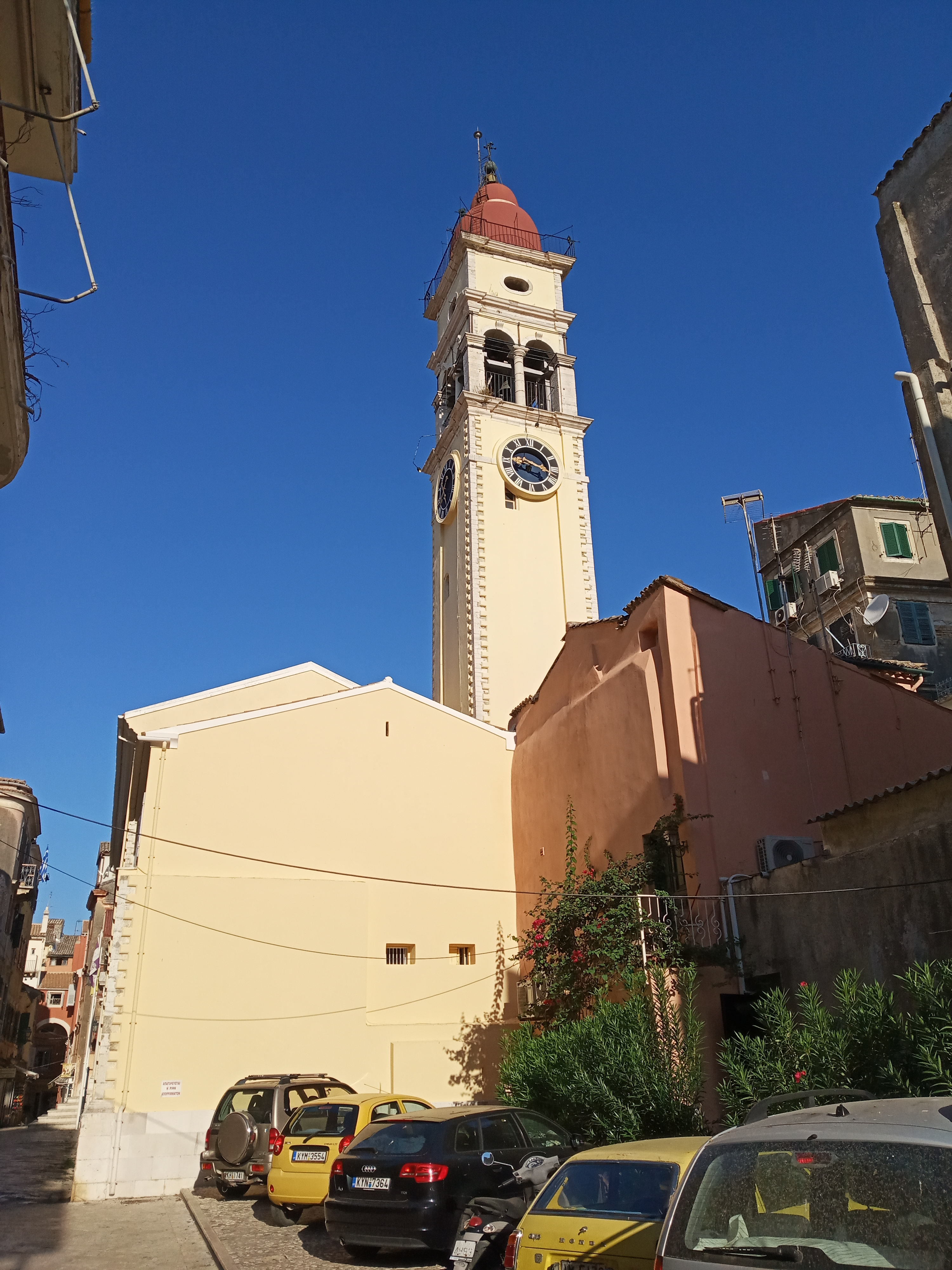
A igreja de Santo Espiridião tem sido regularmente restaurada com fundos familiares.

Os Búlgaros de Corfu são uma família aristocrática da ilha de Corfu que de 1521 a 1925 foi guardiã das relíquias de Santo Espiridião e, neste sentido, da independência e identidade da ilha. 
O fundador da família é Stamat, que se estabeleceu na ilha em 1462. A única coisa certa para ele é que carregava sangue real búlgaro nas veias. Especula-se qual seja o seu parentesco porque não existem dados fiáveis, mas muito provavelmente Stamat é descendente de João Comneno Asen (assim como Ruzica/Ruzina que viveram em Budva no século XV). 
O representante mais proeminente deste gênero é Eugène Voulgaris, e um representante de outro ramo do gênero dá seu nome à marca de moda Bulgari. 